# Co se děje v trávě
Co se děje v trávě (v italském originále Lilliput-put) je třináctidílný kreslený animovaný seriál z roku 1980 od italského režiséra Bruna Bozzetta, který produkovala Film – TSI (Televisione Svizzera Italiana). Každá epizoda seriálu uvádí humorný příběh jedné postavy z hmyzí říše. Deset z těchto dílů vysílala Česká televize jako Večerníček, později se uváděl v pořadu Kouzelná školka.

## Seznam dílů
1. Červík
2. Luční kobylka
3. Komár
4. Mravenci
5. Cvrček
6. Housenka
7. Hlemýžď
8. Blecha
9. Beruška
10. Termit
11. Včela
12. Vážka
13. Pavouk